# Die Moldau
Die Moldau (tschechisch Vltava) T 111, JB 1:112/2 ist der zweite Teil aus Mein Vaterland (Má vlast), einem Zyklus von sechs sinfonischen Dichtungen des tschechischen Komponisten Bedřich Smetana. Die Komposition zeichnet den Lauf des gleichnamigen Flusses nach und gehört zu den berühmtesten Werken der Programmmusik. Das Werk entstand 1874, als Smetana bereits vollständig ertaubt war, und wurde am 4. April 1875 in Prag uraufgeführt. Die Spieldauer beträgt circa zwölf Minuten.

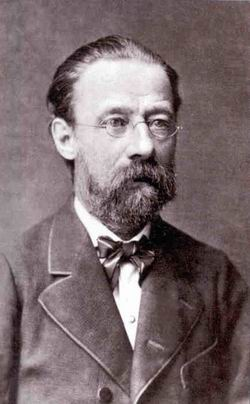
Bedřich Smetana (ca. 1878)

## Vorbemerkung
Bedřich Smetana nahm in Anspruch, „der Schöpfer des tschechischen Stils im dramatischen und sinfonischen Bereich der Musik“ zu sein. Seine Landsleute hielten ihn hingegen für einen volksfeindlichen Gefolgsmann Wagners und Liszts. Anerkennung fand er zu Lebzeiten nur mit der Oper Die verkaufte Braut (Prodaná nevěsta) und dem sinfonischen Zyklus Mein Vaterland.
Das 19. Jahrhundert war die Zeit der politischen Neuordnung nach den napoleonischen Kriegen, dem Siegeszug des Kapitalismus und der Industrialisierung. Vor allem aber waren es die Nationalbewegungen in Europa, die einen immensen Einfluss auf die Musikkultur ausübten und die Herausbildung „nationaler“ Musikstile zur Folge hatten. Als Quellen der nationalen Identifikation dienten hierbei speziell das Volkslied und der Volkstanz, welche die Kunstmusik um folkloristische und lokalkoloristische Elemente bereicherten. Häufig fanden auch episch-mythische Vorlagen sowie lyrische Naturschilderungen Eingang in die Kompositionen des 19. Jahrhunderts. Musik sollte nicht nur nach innen das Zusammengehörigkeitsgefühl stärken, sondern gleichzeitig eine nationale Identität nach außen demonstrieren. Infolgedessen standen öffentlichkeitswirksame Gattungen wie die Oper und die Sinfonie sowie die programmatisch aufgeladene sinfonische Dichtung im Zentrum des musikalischen Interesses.
In dieser Zeit verläuft in Böhmen und Mähren die Periode der sogenannten Nationalen Wiedergeburt. Im Geiste der Romantik gibt Smetana mit seinem sinfonischen Zyklus Mein Vaterland dem keimenden Nationalgefühl der Tschechen im 19. Jahrhundert einen musikalischen Ausdruck. Dabei setzt er Naturbilder seiner Heimat in Töne, beschreibt die Prager Königsburg Vyšehrad, den Fluss Moldau, die Amazonenkönigin Šárka, die Hussitenstadt Tábor oder den Wallfahrtsberg Blaník. Die Moldau als populärster Teil des Zyklus ist mittlerweile fast zu einer Ersatz-Nationalhymne geworden.

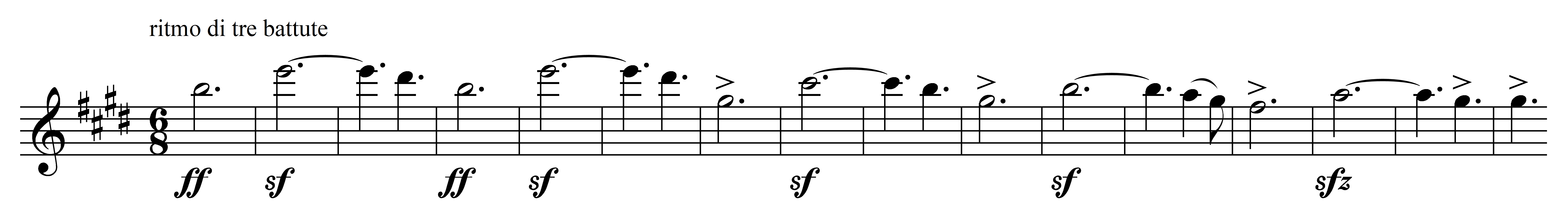
„Vyšehrad-Motiv“ (T. 359–374)

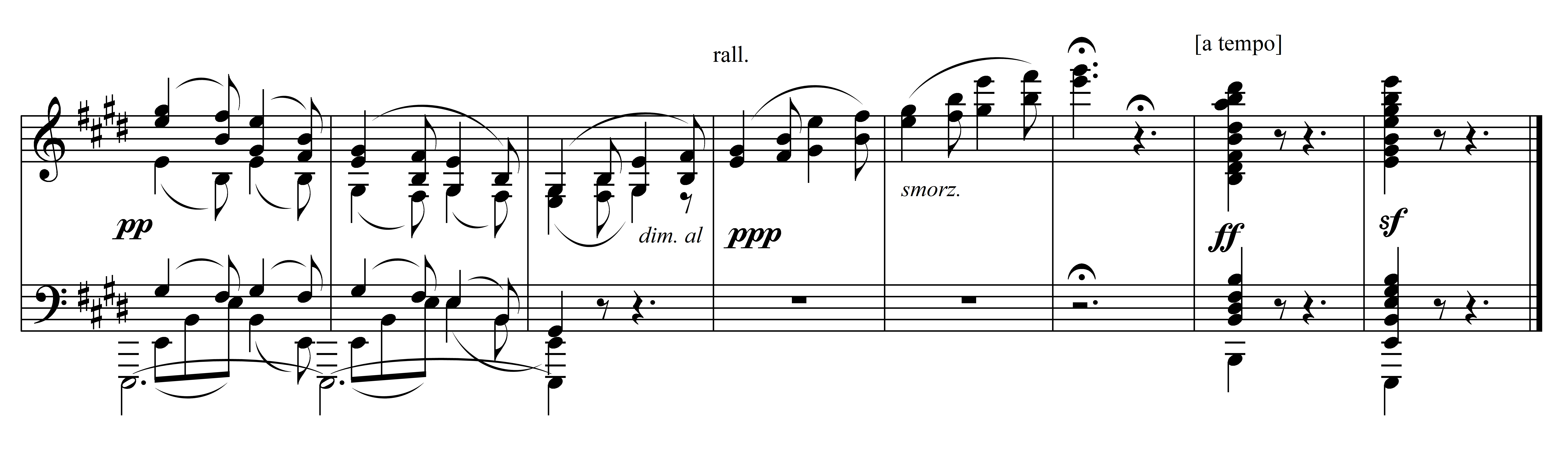
„Entschwinden in der Ferne“ mit Schlussakkorden (T. 420–427)

Vltava („Moldau“), die mit Abstand bekannteste sinfonische Dichtung aus dem Zyklus Má vlast, reiht rondoartig mehrere Episoden aneinander, deren Geschehnisse exakt durch Überschriften in der Partitur bezeichnet sind. So symbolisieren die Sechzehntelketten der Flöten und Klarinetten ganz zu Beginn „Die Quellen der Moldau“, die auch die folgende, von den Hörnern dominierte „Waldjagd“ begleiten. Ebenfalls an den Ufern des Flusses wird eine „Bauernhochzeit“ gefeiert, mit ihrem zündenden Polka-Rhythmus wohl die – neben der Ouvertüre zur Verkauften Braut – fesselndste Apotheose böhmischer Volksmusik aus Smetanas Feder. Ihr folgt ein geheimnisvoll glänzender „Nymphenreigen im Mondschein“, der wieder in das Moldau-Thema mündet. Doch eilt der Fluss jetzt unaufhaltsam einer dramatischen Gefahr entgegen: den heute nicht mehr existierenden, weil in einem Staudamm versenkten „St. Johann-Stromschnellen“ gut zwanzig Kilometer südlich von Prag. Das Hauptthema ist nur noch bizarren Bruchstücken zu entnehmen, schäumend und beängstigend drängen sich die Tonmassen zusammen, bevor sie endlich ins Freie stürzen. „Die Moldau strömt breit dahin“ heißt der letzte Abschnitt; sie zieht am Burgwall des Vyšehrad vorbei und sorgt derart auch musikthematisch für einen sinnvollen, zyklischen Abschluss dieser phänomenalen sinfonischen Dichtung.

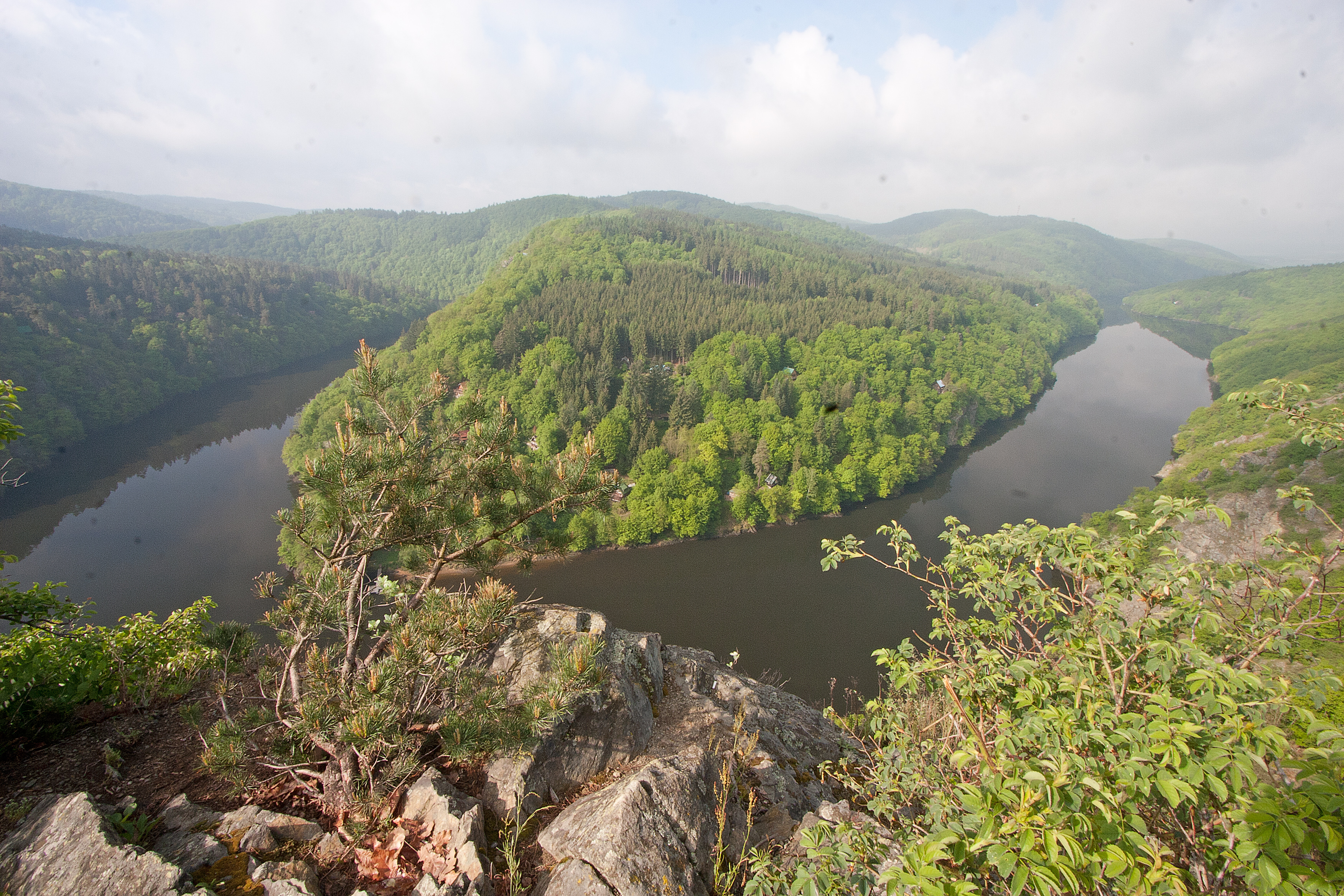
„Smetanas Aussichtspunkt“ über einer malerischen Flussschlinge der Moldau in Mittelböhmen

### Smetanas Aussichtspunkt
Smetanas Aussichtspunkt bei Třebsín in der mittelböhmischen Gemeinde Krňany wurde nach dem Komponisten Bedřich Smetana benannt, der diesen Ort sehr liebte. Nach der Legende inspirierte ihn die Aussicht zum Komponieren der Vltava. Die beliebte Aussichtsplattform befindet sich über der Talsperre Štěchovice unter dem Hügel Kletecko (371 m ü. M.) und wurde 1974 anlässlich des 150. Geburtstags von Smetana gebaut. In diesem Teil der Moldau befanden sich die gefürchteten St. Johann-Stromschnellen, die seit den 1940er und 1950er Jahren jedoch nicht mehr existieren.

## Mein Vaterland (Gesamtform)

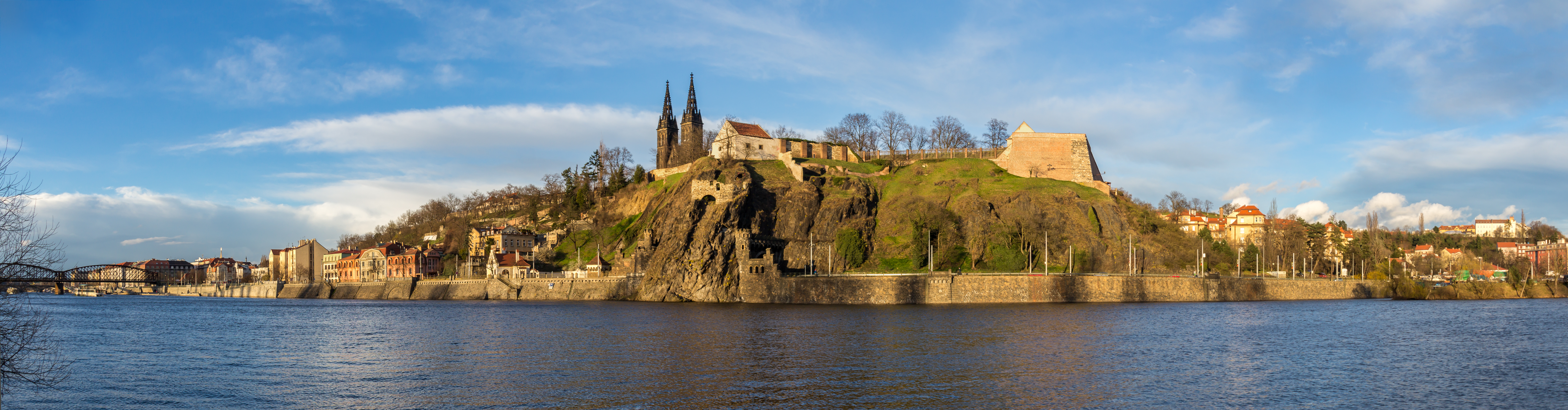
Die frühmittelalterliche Prager Festungsanlage Vyšehrad über der Moldau

Der sinfonische Zyklus Má vlast entstand zwischen 1874 und 1879 und wurde als vollständiges Werk am 5. November 1882 in Prag uraufgeführt. Darin verarbeitet werden Mythen (Nr. 1 und 3), Landschaft (Nr. 2 und 4) sowie Geschichte (Nr. 5 und 6) der tschechischen Heimat Smetanas. Das ca. 75-minütige Werk gliedert sich in sechs eigenständige Teile:
| Nr. | Titel                                             | Opus             | Entstehungszeit | Erstveröffentlichung*      | Tonart | Spieldauer |
| --- | ------------------------------------------------- | ---------------- | --------------- | -------------------------- | ------ | ---------- |
| 1.  | Vyšehrad                                          | T 110 JB 1:112/1 | 1872–1874       | Prag, 1880 Verlag: Urbánek | Es-Dur | ca. 16'    |
| 2.  | Vltava [Die Moldau]                               | T 111 JB 1:112/2 | 1874            | Prag, 1880 Verlag: Urbánek | e-Moll | ca. 12'    |
| 3.  | Šárka                                             | T 113 JB 1:112/3 | 1875            | Prag, 1888 Verlag: Urbánek | a-Moll | ca. 10'    |
| 4.  | Z českých luhů a hájů [Aus Böhmens Hain und Flur] | T 114 JB 1:112/4 | 1875            | Prag, 1881 Verlag: Urbánek | g-Moll | ca. 13'    |
| 5.  | Tábor                                             | T 120 JB 1:112/5 | 1878            | Prag, 1892 Verlag: Urbánek | d-Moll | ca. 12'    |
| 6.  | Blaník                                            | T 121 JB 1:112/6 | 1879            | Prag, 1894 Verlag: Urbánek | d-Moll | ca. 15'    |

*Alle sechs Teile wurden zum ersten Mal im Verlag Urbánek veröffentlicht, kamen jedoch 1879–1880 zunächst als Bearbeitungen für Klavier vierhändig heraus.
Má vlast geht von Liszt aus und zugleich über ihn hinaus. Kritiker meinten, Smetana habe den Meister „überliszten“ wollen. Während dessen sinfonische Dichtungen literarische Stoffe in Musik verwandeln, stellt Smetana die musikalische über die erzählerische Logik. Zwar sind auch bei ihm deskriptive Elemente wesentlich – denn was wäre Programmmusik ohne Programm? –, doch finden sich neben Schilderungen konkreter außermusikalischer Vorgänge viele allgemein gehaltene Beschwörungen mythischer Figuren, historischer Orte und böhmischer Landschaften.
Die Aufführung des vollständigen Zyklus Má vlast bildet (im Anschluss an die tschechische Nationalhymne Kde domov můj) traditionell jedes Jahr am 12. Mai, dem Todestag des Komponisten, die Eröffnung des musikalischen Prager Frühlings.

## Entstehung und Wirkung

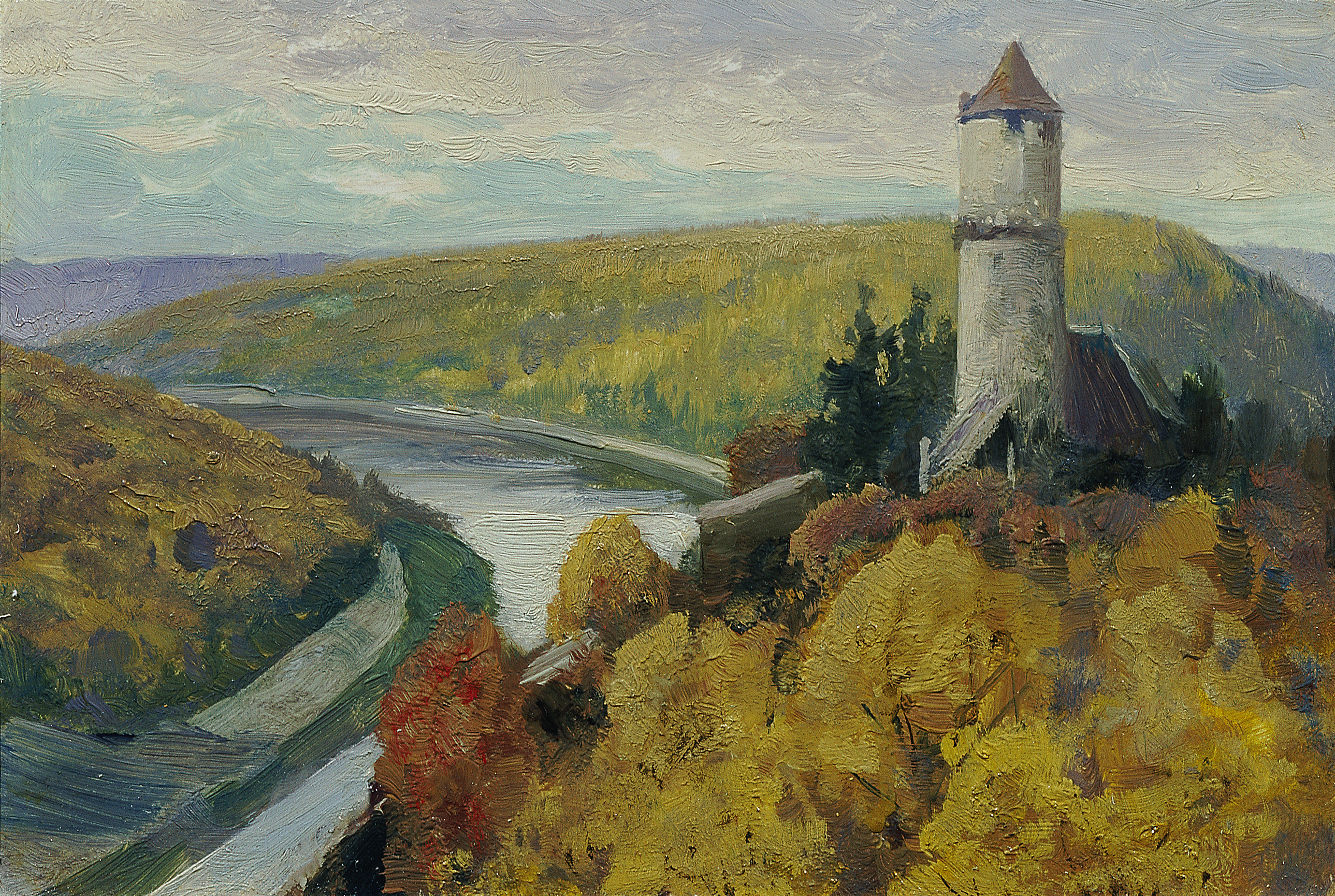
Ferdinand Engelmüller – „Moldau“ (Gemälde aus der Mappe „16 Ansichten tschechischer Landschaften 'Česka Krajiná'“, 1902[?])

Zur Entstehungsgeschichte von Vltava gibt es nur spärliche Dokumente. Offensichtlich ist jedoch der zeitliche Zusammenhang von Vyšehrad und Vltava mit der am 12. November 1872 fertiggestellten Oper Libuše (Libūssa). Am 7. November 1872 veröffentlichte die Zeitschrift Hudební listy folgende Notiz: „Nach dem der Komponist Bedřich Smetana die große patriotische Oper Libuše vollständig beendet hat […], beabsichtigt er jetzt, die größeren Orchesterkompositionen Vyšehrad und Vltava in Angriff zu nehmen.“ In der Folgezeit konnte man in der Presse zwar noch von anderen Titeln lesen und anderen angeblichen Vorhaben Smetanas, sinfonische Dichtungen zu komponieren, doch hat sich der Komponist in Wirklichkeit mit keinem dieser ihm angedichteten Projekte beschäftigt, und so handelt es sich zweifelsohne um das Werkpaar Vyšehrad und Vltava, das den Beginn des geplanten Zyklus darstellte. Die stoffliche Verwandtschaft zwischen Vyšehrad (Name der Prager Burg über der Moldau), und der Oper Libuše, deren Handlung sich ebenfalls in Prag abspielt, ist dabei nicht zu übersehen. In beiden Fällen erscheint der Vyšehrad als ein Symbol mythischer Vorzeit. Eine ähnliche symbolische Bedeutung hatte auch die durch die Hauptstadt des böhmischen Königreiches fließende Moldau: Sie galt als mythischer Zeuge uralter Geschichten, als die sie seit der berühmten Handschriftenfälschung der Grünberger Handschrift zu Anfang des 19. Jahrhunderts immer wieder apostrophiert wurde. Im nationalen Bewusstsein des 19. Jahrhunderts verkörperte die Moldau aber nicht nur die böhmische Landschaft, sie stand ebenso für die Kontinuität der nationalen tschechischen Geschichte. Das kam auch in verschiedensten Werken der Bildenden Kunst zum Ausdruck, von denen sich Smetana möglicherweise schöpferisch anregen ließ, zumal sich der Komponist auch selbst zeichnerisch betätigte. Und in der Musik war die Moldau ebenfalls vertreten. Zu nennen wäre hier insbesondere die romantische Oper Svatojánské proudy [Die St. Johann-Stromschnellen] von Josef Richard Rozkošný, die in der Moldau-Gegend spielt und worin der Fluss personifiziert als Nixe Vltavka auftritt. Manche der Handlungsorte und Situationen dieser Oper sind in ähnlicher Weise wiederzufinden in Smetanas Vltava, der Rozkošnýs Oper kannte: Wald und Jagd, ländliche Hochzeit, die St. Johann-Stromschnellen, Mondnacht über dem Fluss, tanzende Nixen und das Schloss. Von einem direkten musikalisch kompositorischen Einfluss der Oper Rozkošnýs auf Smetanas Werk kann dabei allerdings keine Rede sein.

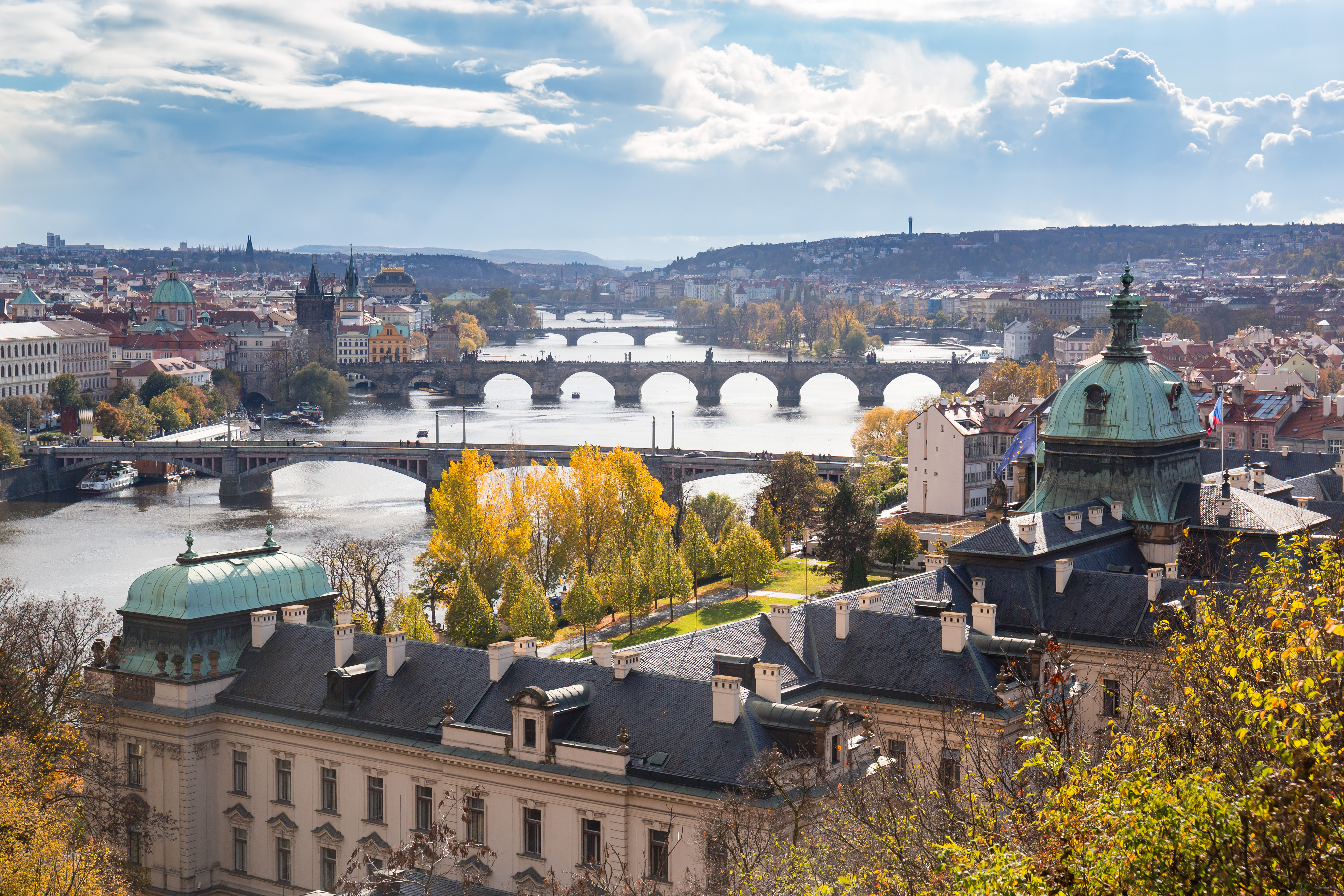
Die Moldau wird in ihrem Lauf durch Prag von insgesamt 15 Brücken überspannt.

Eine weitere Inspirationsquelle Smetanas bildeten seine persönlichen Naturerlebnisse und -eindrücke. Wie Beethoven nimmt er diese oft persönlich auf und nutzt sie als unmittelbare Anregung für seine Kompositionen. Den Erinnerungen des Dirigenten Mořic Anger zufolge ging ein erster Impuls zur Komposition der Vltava von einem Ausflug zum Zusammenfluss der Křemelná mit der Vydra bei Čeňkova pila am Hirschenstein aus, den Smetana am 28. August 1867 unternahm. Außerdem besuchte er in den Jahren 1868 und 1872 eine der Moldau-Quellen bei Kvilda im Böhmerwald sowie am 14. August 1870 die (heutzutage nicht mehr existierenden) St. Johann-Stromschnellen. Dazu vermerkte er in seinem Tagebuch: 

„Heute habe ich einen Ausflug zu den Sankt-Johann Stromschnellen unternommen. Da haben wir Mittag gegessen und sind durch die Wälder bis zum Sankt Johann Tor und danach sind wir mit einem Boot den Strom herab. Hohes Wasser, der Anblick der Landschaft herrlich und großartig.“

Es ist nicht belegt, wann genau Smetana mit der Arbeit an der Vltava begann. Da lange Zeit keine Skizzen zu diesem Werk bekannt waren, folgerte man daraus irrtümlicherweise, Smetana habe die Partitur ohne vorherige Skizzierung niedergeschrieben. Im Jahre 1983 jedoch wurde in Smetanas Nachlass ein Notenblatt aufgefunden, das neben Skizzen zu Vyšehrad, Šárka und Aus Böhmens Hain und Flur auch fünf Entwürfe zur Vltava enthält. Schon der erste davon zeigt die polyphone Verknüpfung von zwei eigenständigen kompositorischen Schichten, nämlich der Schicht des Wellenmotivs und derjenigen des späteren Hauptthemas. Höchstwahrscheinlich umfasste Smetanas Skizzenarbeit zur Vltava sogar mehr als nur diese fünf Entwürfe. Für diese Annahme spricht die schnelle Vollendung der Komposition. Die Partitur entstand zwischen dem 19. November und dem 8. Dezember 1874, zu einer Zeit, als der Komponist bereits völlig ertaubt war. Noch vor dem Kompositionsabschluss des ganzen Zyklus ließ Smetana die bereits vollendeten sinfonischen Dichtungen einzeln aufführen: Vltava erklang zum ersten Mal in einem vom Orchester der Tschechischen Oper zu Ehren Smetanas veranstalteten Konzert am 4. April 1875 im Prager Sophiensaal unter der Leitung von Adolf Čech. Obwohl sie bei der Uraufführung nicht wiederholt wurde (wie es vorher bei Vyšehrad und später bei Aus Böhmens Hain und Flur der Fall gewesen war), begleitete sie von Anfang an ein außergewöhnlicher Erfolg:

„Unserer ,silberhellen' Vltava konnte eine begeistertere Feier nicht zuteil werden, als durch Smetanas symphonische Dichtung. [ ...] Man braucht sich nicht zu wundern, dass diese Komposition mit ihrem duftigen, blumigen Kolorit und ihrem hinreißenden Strom das Publikum in höchstem Maße entzückt hat. Die Hervorrufe des Komponisten wollten fast kein Ende nehmen.“

Im Bewusstsein der Einmaligkeit seines Werkes und im Interesse von dessen Verbreitung strebte der ansonsten nicht gerade praktisch veranlagte Komponist die Drucklegung der Vltava an. Während seiner Reise zu Spezialisten für Ohrenkrankheiten nach Wien und Würzburg im April 1875 bot er die Partituren der drei ersten sinfonischen Dichtungen dem Musikverlag B. Schott’s Söhne in Mainz zum Druck an – allerdings vergeblich. Ähnlich negativ verliefen die Verhandlungen mit der Berliner Firma Bote & Bock im Jahre 1878, obwohl der Komponist sich bereit erklärt hatte, einen für ihn eigentlich unwürdigen Kompromiss einzugehen: „Ich verlange kein Honorar, bis auf einige Freiexemplare.“ Erst nachdem der Prager Buchverleger František Augustin Urbánek damit anfing, Musikalien zu publizieren, kam es zur Veröffentlichung des gesamten Zyklus Mein Vaterland. Zwischen Dezember 1879 und Juni 1880 erschienen zunächst leichter verkäufliche Bearbeitungen für Klavier zu vier Händen, bevor ab 1880 die sechs Werke dann auch in gedruckten Partituren und mit gedrucktem Stimmenmaterial publiziert wurden. Bald nach dem Erscheinen des Drucks sandte Smetana je ein Exemplar des Vysehrad und der Vltava an Franz Liszt:

„Die beiden ersten Nummern habe ich nun mir erlaubt, Ihnen, mein Meister, zu senden in Partitur und 4händigem Klavierauszug. Alle sechs sind zu wiederholten Malen hier in Prag und zwar mit außergewöhnlichem Erfolge aufgeführt worden, sonst bloß in Chemnitz die ersten zwei. In Folge des großen Erfolges hat der hiesige Verleger Urbánek den Aufwand der Herausgabe riskirt.“

Smetana selbst hatte im Vertrag mit Urbánek vom 14. Mai 1879 ein sehr niedriges Honorar vorgeschlagen: je Komposition 40 Gulden für Partitur und Stimmen und 30 Gulden für den Klavierauszug zu vier Händen, insgesamt also 420 Gulden für den gesamten Zyklus, dessen Vervollständigung im Druck er nicht mehr erlebte. Zu seinen Lebzeiten erschien nach dem Vyšehrad und der Vltava nur noch die Ausgabe von Aus Böhmens Hain und Flur (1881).

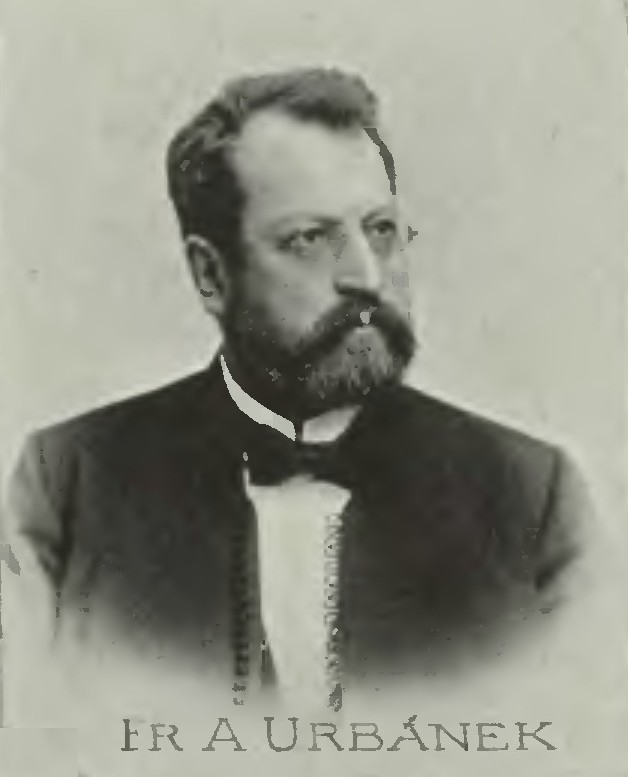
František Augustin Urbánek (1842–1919), tschechischer Verleger und Bibliograph

Smetana gehörte nicht zu denjenigen Komponisten, die der Öffentlichkeit zu ihren Werken inhaltliche Deutungen und literarische Kommentare lieferten. In einer Zeit weit verbreiteter Vermittlung von Musik durch das geschriebene Wort erwartete man jedoch, zumal bei einer sinfonischen Dichtung, dass der Autor dem Publikum den „Inhalt“ seiner Musik in Worten mitteilte. Smetana verhielt sich diesem Verlangen gegenüber etwas zurückhaltend: Seiner Ansicht nach war für die grundlegende Orientierung und Einstimmung des Hörers der Werktitel allein schon ausreichend. Smetana baute in erster Linie auf die Beredsamkeit und Autarkie seiner Musik und meinte, dass „jedem Hörer erlaubt [sei], alles andere seiner Phantasie zu überlassen und nach seinem Geschmack hinzuzudichten, was immer er will.“ Außerdem fühlte sich Smetana wahrscheinlich auch gar nicht genügend literarisch qualifiziert, um selbst Programme zu seinen sinfonischen Dichtungen für die Öffentlichkeit zu verfassen. Er verließ sich dabei vielmehr auf wortgewandte Journalisten, die das, wenn gewünscht, nach seinen Angaben und Intentionen zu besorgen hatten. So können die in der Presse vor der Uraufführung 1875 und im Erstdruck 1880 zur Vltava erschienenen Erläuterungen, obwohl sie nicht aus der Feder Smetanas stammten, in gewisser Hinsicht als autorisiert angesehen werden. Die trefflichsten Deutungen des Werkes aber hat Smetana selbst mit Überschriften zu einigen Abschnitten in der Partitur gegeben (im ganzen Zyklus enthält nur die Vltava derartige Überschriften). Sie lauten in der Reihenfolge ihrer Eintragung (in Tschechisch): „Die erste Quelle der Moldau“, „Die zweite Quelle der Moldau“, „Wälder – Jagd“, „Ländliche Hochzeit“, „Mondschein – Nymphenreigen“, „St. Johann-Stromschnellen“, „Der breite Strom der Moldau“ und „Vyšehrad-Motiv“. Diese Eintragungen werden durch eine Inhaltsangabe mit dem Titel Kurzer Entwurf des Inhalts der sinf. Dichtungen ergänzt, die Smetana als Vorlage zur weiteren literarischen Ausarbeitung schrieb – und die schließlich der Prager Journalist Václav Vladimír Zelený übernahm – und dem Verleger Urbánek im Mai 1879 zuschickte:
„II. Moldau. Die Komposition schildert den Lauf der Moldau, beginnend von den beiden ersten Quellen, der kalten und der warmen Moldau, die Vereinigung der beiden Bächlein in einer einzigen Flut; dann den Lauf der Moldau in Wäldern und Fluren, durch Landschaften, wo eben fröhliche Feste gefeiert werden; beim nächtlichen Mondschein der Nymphenreigen; auf nahen Felsen ragen stolz Burgen, Schlösser und Ruinen empor; die Moldau wirbelt in den St. Johann-Stromschnellen; sie strömt im breiten Fluss weiter nach Prag, Vyšehrad erscheint, schließlich verschwindet sie in der Ferne in ihrem majestätischen Lauf in der Elbe.“

## Musikalischer Aufbau und Inhalt (Analyse)

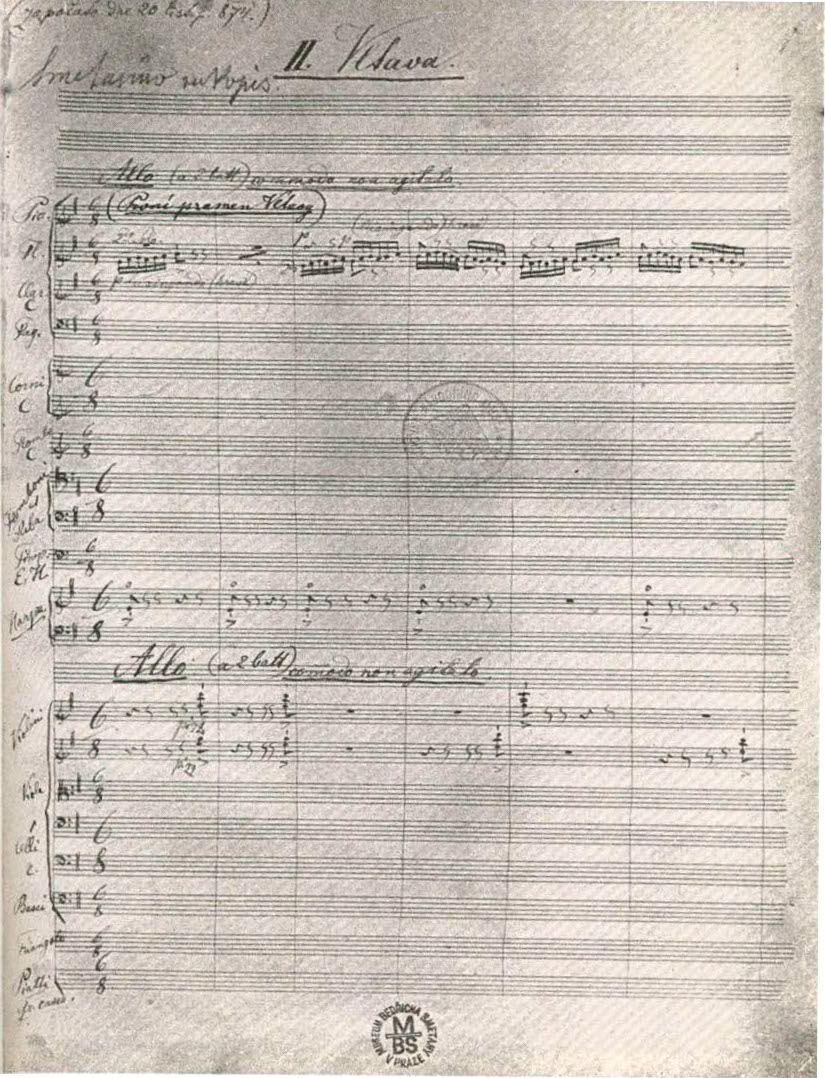
Partitur der Vltava (Erstausgabe im Verlag Urbánek, 1874)

Während andere Werke des Zyklus Má vlast sich einer eindeutigen formalen Klassifizierung mehr oder weniger widersetzen, ist in der Vltava, ungeachtet aller kompositorischen Originalität, ein Formschema deutlich erkennbar. Sie ist als freies Rondo aufgebaut, das der elementaren Beziehung von Musik und Programm entspricht: der wiederkehrende Grundcharakter des Flusses (Hauptthema) verändert sich mit den einzelnen Situationen und mit den seinen Lauf begleitenden Bildern zu verschiedenartigen Episoden einer Rondoform. Das Hauptthema der Vltava, in seinem melodischen Auf- und Abwärtsfließen ein musikalisches Abbild der Wellenbewegungen der Moldau, komponierte Smetana in Anlehnung an einen melodischen Archetypus, der schon im Mittelalter in verschiedenen europäischen Musikkulturen vorkam und dessen Varianten auch im tschechischen Volksliedgut bekannt sind. Einem späteren Zeugnis zufolge soll Smetana gesagt haben, er habe diese Weise gewählt, „weil alle Völker sie besitzen und sie allen verständlich ist.“
Im Rahmen der Vltava erklingt das mehrteilige Hauptthema – im Sinne eines Leitmotivs – insgesamt dreimal: zunächst in den Takten 40 bis 80, dann in den Takten 239–271 und zum dritten Mal, jetzt von e-Moll nach E-Dur gewendet, in den Takten 333–359 (siehe Anmerkungen zum Hauptthema). Es alterniert mit charakteristischen „Zwischensätzen“: einer fanfarenartigen Jagd-Episode, einem ländlichen Polka-Intermezzo, einem poetischen Nocturne, in welches im weiteren Verlauf archaisierende Fanfaren eintreten, sowie einer dramatischen Stromschnellen-Passage und schließlich mit einer gewichtigen Coda, die ihrerseits das Hauptthema aus Vyšehrad zitiert.
| Abschnitt (nach Smetana)                                     | Taktart | Tempoangabe                  | Tonart     | Form       | Umfang   |
| ------------------------------------------------------------ | ------- | ---------------------------- | ---------- | ---------- | -------- |
| 1. Die beiden Quellen der Moldau                             | 6/8     | Allegro commodo non agitato  | e-Moll     | T. 1–35    | 35 Takte |
| 2. Moldau (Hauptthema)                                       | 6/8     |                              | e-Moll     | T. 36–80   | 45 [70*] |
| 3. Waldjagd                                                  | 6/8     |                              | schweifend | T. 80–118  | 39       |
| 4. Bauernhochzeit                                            | 2/4     | L’istesso tempo, ma moderato | G-Dur      | T. 118–177 | 60       |
| 5. Mondschein; Nymphenreigen                                 | 4/4     | L’istesso tempo              | As-Dur     | T. 177–238 | 62       |
| 6. Moldau (Reprise)                                          | 6/8     | Tempo I                      | e-Moll     | T. 239–271 | 33       |
| 7. St. Johann-Stromschnellen                                 | 6/8     |                              | schweifend | T. 271–332 | 62       |
| 8. Die Moldau strömt breit dahin                             | 6/8     | Più moto                     | E-Dur      | T. 333–359 | 27       |
| 9. Coda mit „Vyšehrad-Motiv“ und „Entschwinden in der Ferne“ | 6/8     |                              | E-Dur      | T. 359–427 | 70       |

Die der Moldau zugrunde liegende „poetische Idee“ ist nicht der konkrete, an verschiedenen Episoden festgemachte Flussverlauf, sondern – abstrakter verfasst – die Idee des „Fließens“ per se. Dabei bedient sich Smetana einer Vielzahl an musikalisch-tonmalerischen Motiven, die das Plätschern, Fließen, Strömen und Wogen akustisch (und in der Notation auch graphisch) versinnbildlichen. Jeder Abschnitt, obwohl von durchaus kontrastierendem Inhalt, ist auf seine Weise von Wellenmotiven geprägt – zum Teil neu erfunden, teilweise mit dem Vorhergehenden verwandt oder sogar daraus übernommen. Damit schafft Smetana eine neue Art der musikalischen Vereinheitlichung, die weniger auf thematischer Verarbeitung beruht, als vielmehr auf der stetigen Variation einer nicht-musikalischen, akustisch jedoch gut darstellbaren Idee. Der Vielseitigkeit der kleinen Motive entspricht eine Vieldeutigkeit der musikalischen Form. Die charakteristisch-episodenhafte Gestaltung der einzelnen Formteile findet ihr Gegengewicht im gezielten Bemühen, auf der übergreifenden Ebene der Gesamtanlage einen schlüssigen Zusammenhang zu stiften. Bezeichnenderweise „fließen“ dabei mehrere tradierte Formschemata ineinander: 1.) Die Moldau als lose gefügte Rondoform, in der das Moldau-Thema mehrfach wiederkehrt und dabei für einen greifbaren Wiedererkennungseffekt sorgt (siehe Tabelle), oder aber 2.) als erweiterte dreiteilige Liedform (1. Teil: Nr. 2+3 / 2. Teil: Nr. 4+5 / 3. Teil: Nr. 6+7) mit vorausgehender Einleitung (Nr. 1) und abschließender Coda (Nr. 8+9).
Tatsächlich beruht der Erfolg der Moldau aber nicht auf der fasslichen formalen Anlage; diese bietet – ganz im Sinne der sinfonischen Dichtung – lediglich die unauffällige Grundlage für die Entfaltung der poetischen Idee. Und so ist es wohl vorrangig die eingängige motivisch-thematische Gestaltung der einzelnen Formteile (Episoden), die das Werk gleich beim ersten Hören überaus attraktiv macht und ebenso nachhaltig in Erinnerung bleibt.

#### 2. Moldau (Hauptthema)

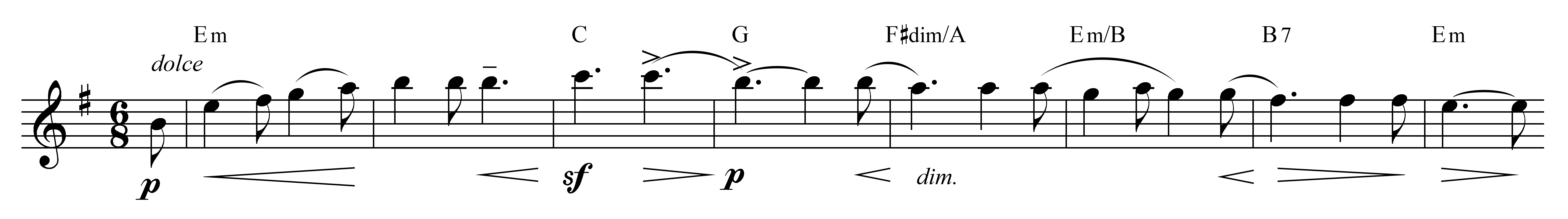
Beginn des Hauptthemas in e-Moll (T. 40–47) mit harmonischer Analyse

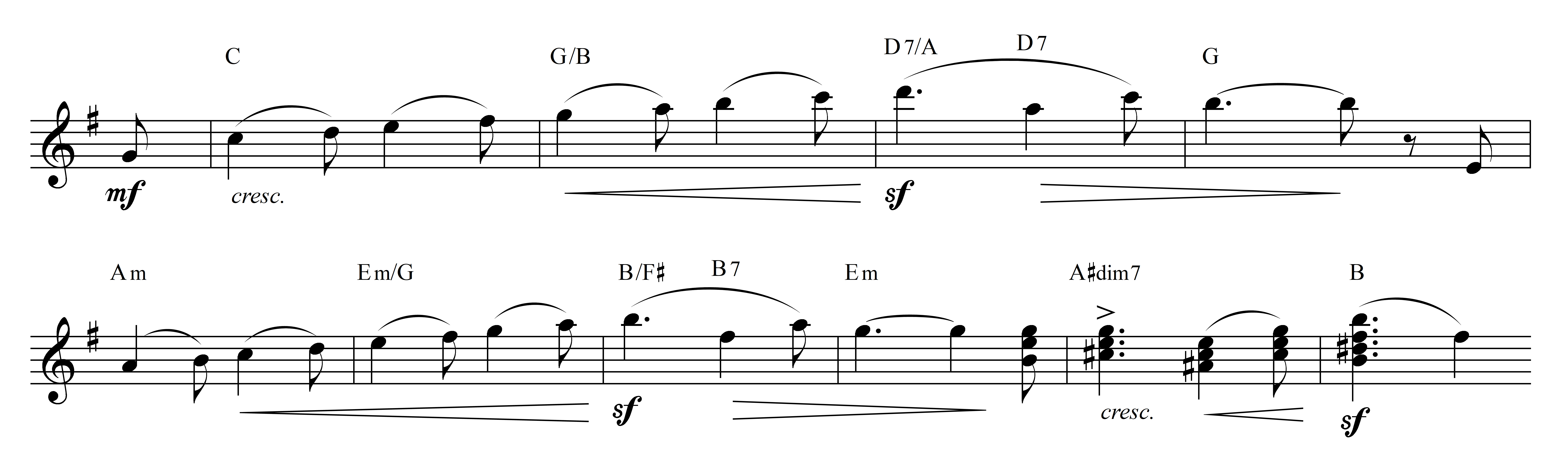
Mittelteil des Hauptthemas (T. 56–65) als Modell mit Sequenz

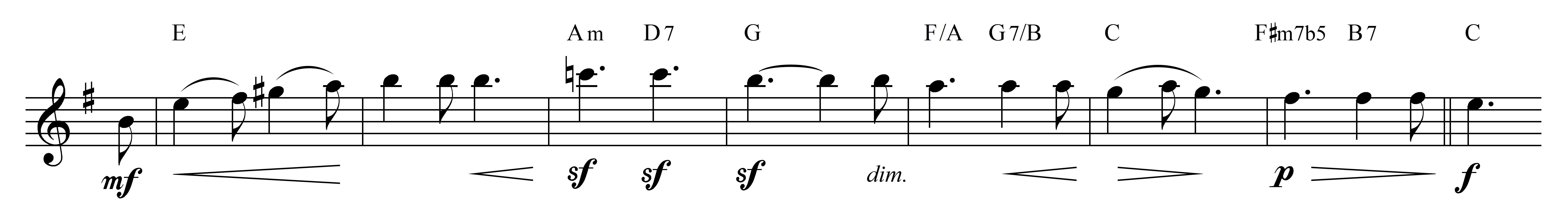
Variierte Reprise des Hauptthemas (T. 73–80) inkl. Verschränkung mit der nachfolgenden Episode

#### 8. Die Moldau strömt breit dahin

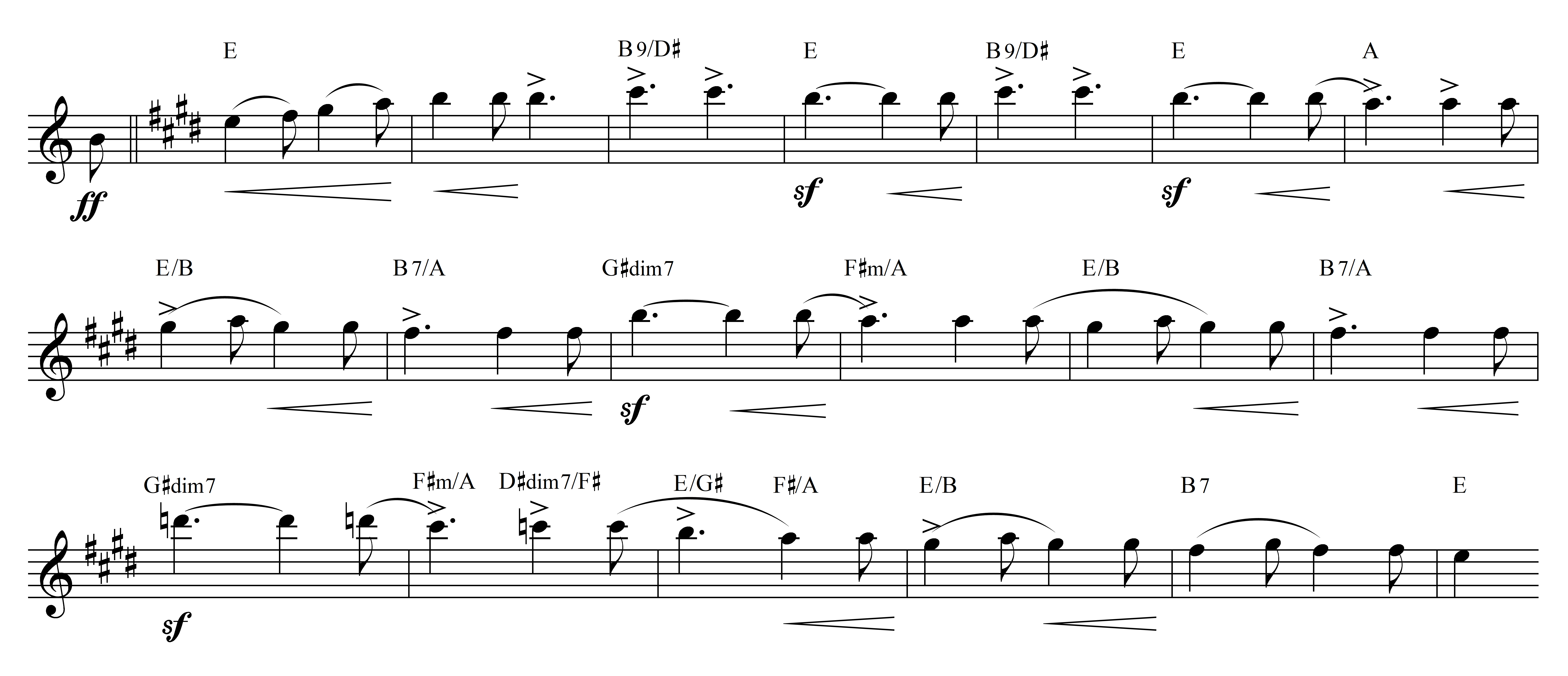
„Die Moldau strömt breit dahin“ (T. 333–359), Variante des Moldau-Themas in E-Dur

#### 1. Die beiden Quellen der Moldau

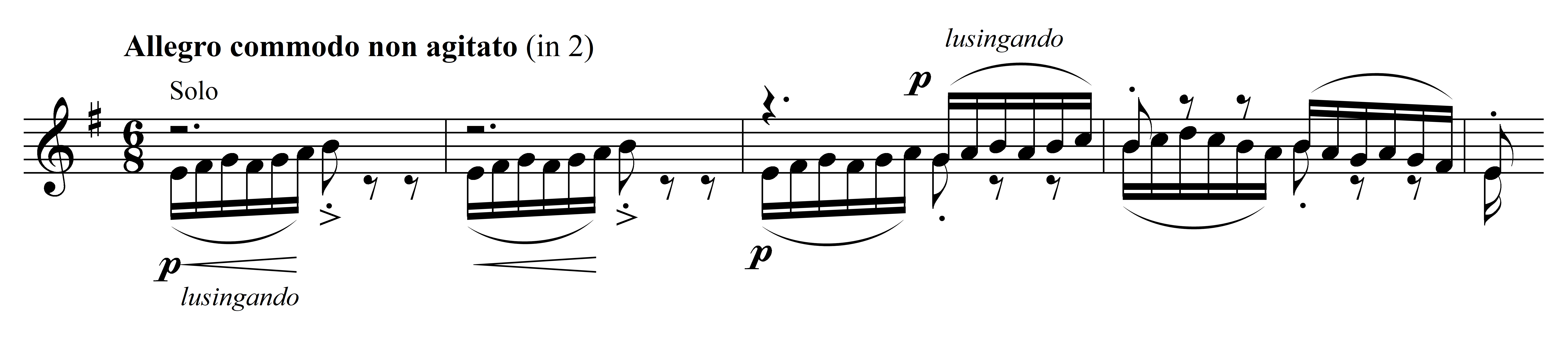
„Die beiden Quellen der Moldau“ (T. 1–4), komplementäre Flötenstimme

#### 3. Waldjagd

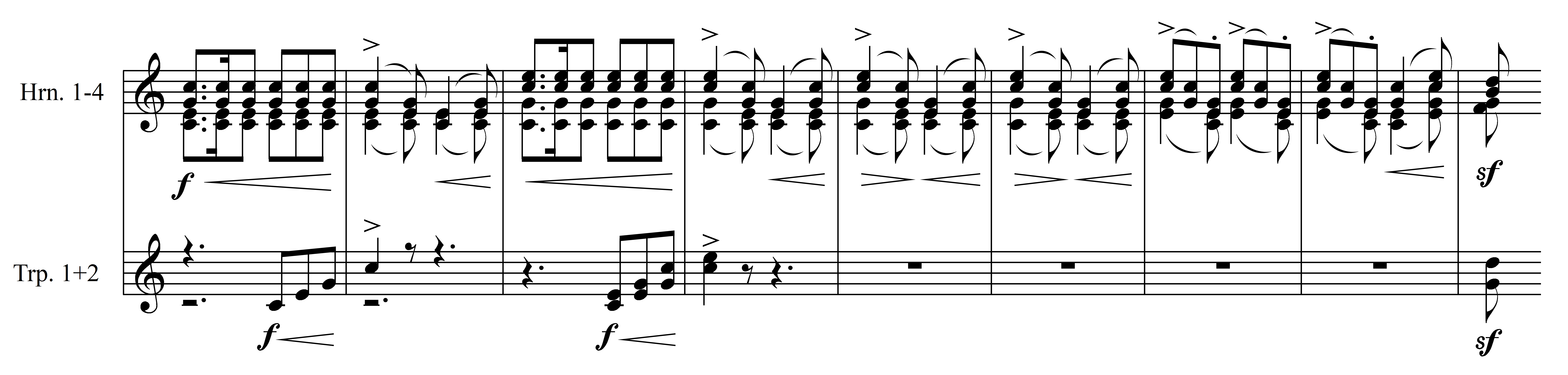
„Waldjagd“ (T. 80–88), Fanfaren und Signale der Hörner und Trompeten

#### 4. Bauernhochzeit

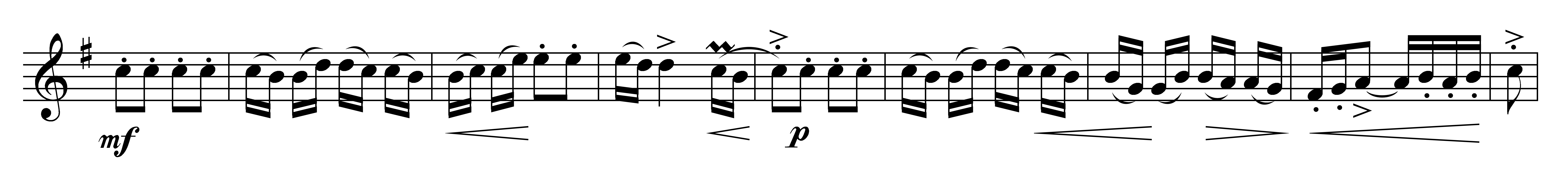
„Bauernhochzeit“ (T. 122–130), böhmische Polka-Melodie

#### 5. Mondschein – Nymphenreigen

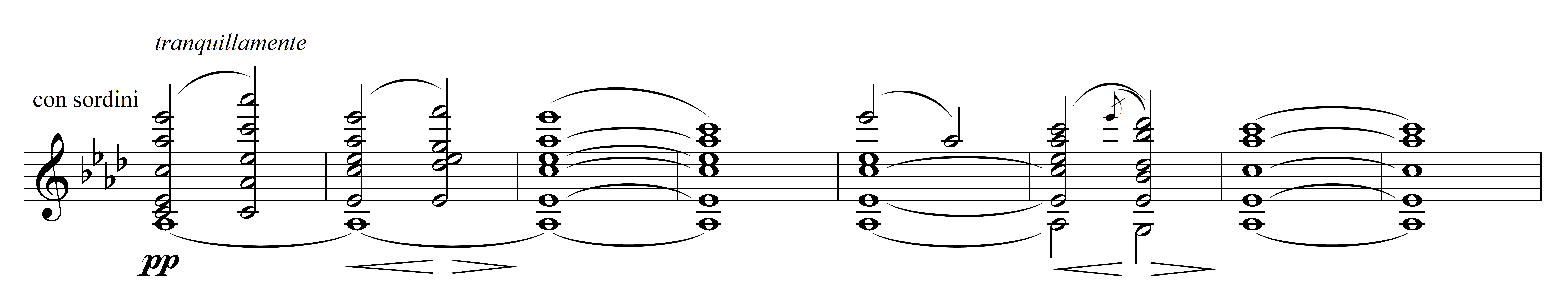
„Mondschein – Nymphenreigen“ (T. 187–194), gedämpftes Streicherthema

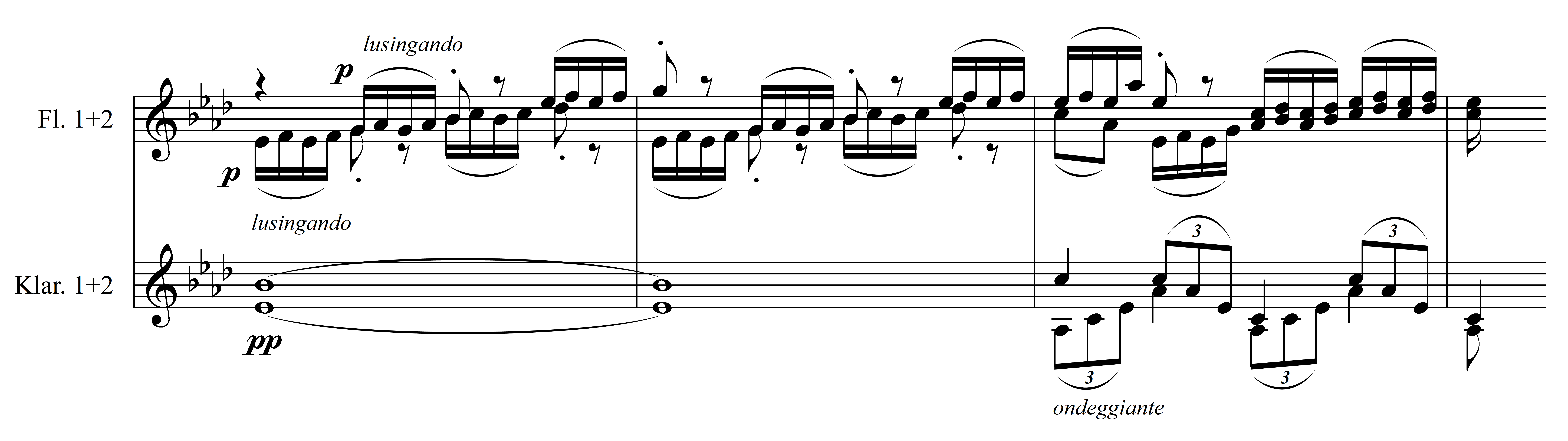
Polyrhythmische Begleitfiguren der Flöten und Klarinetten (T. 185–188)

#### 7. St. Johann-Stromschnellen

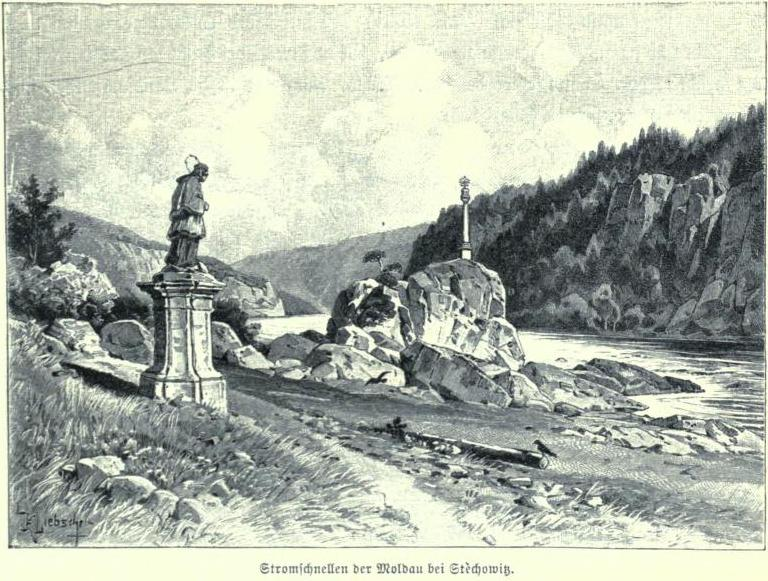
Die Johannisstromschnellen (Karel Liebscher, 1896)

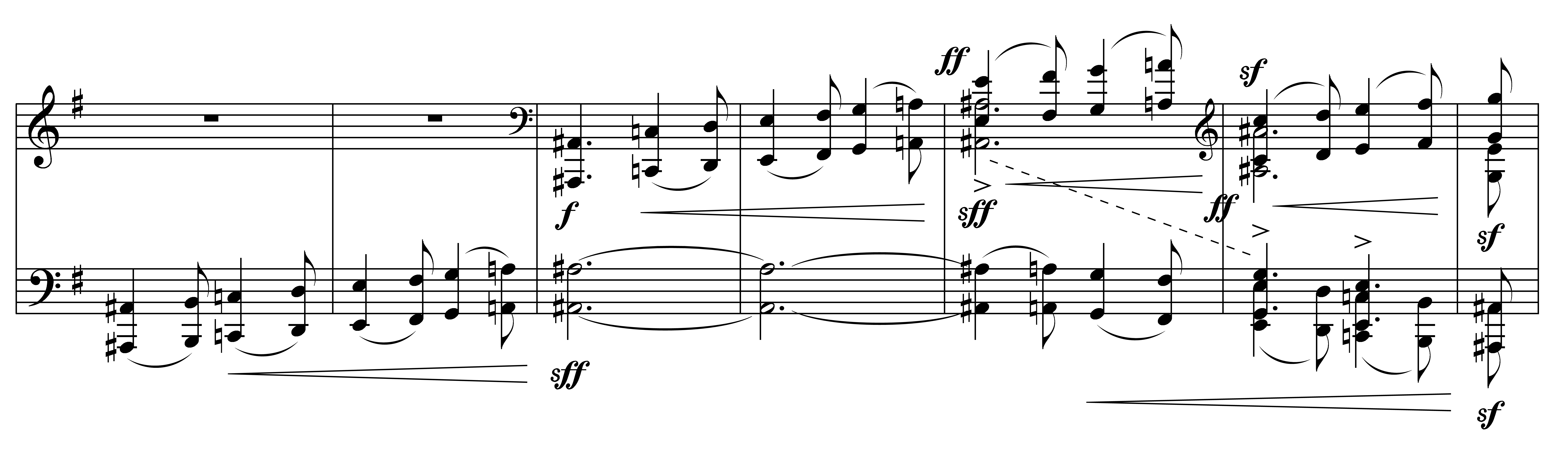
„St.Johann-Stromschnellen“ (T. 273–279) mit Varianten des Moldau-Themas im Untergrund